# Islamización de la Franja de Gaza
Como islamización de la Franja de Gaza se conoce a los esfuerzos para promover e imponer leyes y tradiciones islámicas en la Franja de Gaza.  La influencia de los grupos islámicos en la Franja de Gaza ha crecido desde los años ochenta. Después de la victoria de Hamás en las elecciones palestinas de 2006 y el conflicto con los partidarios del partido rival Fatah, Hamás tomó el control completo de la Franja de Gaza, y declaró el "fin de la laicidad y la herejía en la Franja de Gaza".[cita requerida] Por primera vez desde el golpe sudanés de 1989, que llevó a Omar al-Bashir al poder, un grupo de los Hermanos Musulmanes llegó a gobernar un territorio geográfico significativo. Organizaciones de derechos humanos de Gaza acusan a Hamás de restringir muchas libertades en pro de esta política.
Ismael Haniyeh oficialmente negó que Hamás tuviese la intención de establecer un emirato islámico, cosa de la que se la había acusado.[¿cuándo?] Sin embargo, Jonathan Schanzer escribió que dos años después del golpe de Estado de 2007, se habían observado rasgos de Talibanización en la Franja de Gaza, a raíz de las cuales el gobierno de Hamás había impuesto limitaciones rigurosas hacia las mujeres, la cultura cristiana y las minorías no musulmanas oprimidas, impulsando la sharia y desplegando a la policía religiosa para hacerla cumplir.
Según un investigador de Human Rights Watch el gobierno de Gaza controlado por Hamás redobló sus esfuerzos para "islamizar" Gaza en 2010, esfuerzos que incluyeron la "represión" de la sociedad civil y "graves violaciones de las libertades personales". El periodista Khaled Abu Toameh, escribió en 2009 que "Hamas gradualmente está convirtiendo a la Franja de Gaza en una entidad islámica de corte talibán". Según Mkhaimar Abusada, profesor de ciencias políticas de la Universidad Al-Azhar de Gaza, "por sí mismo, Hamas puede dejar la impronta de sus ideas en todo el mundo (...) La sociedad islámica siempre ha formado parte de la estrategia de Hamas".

## Restricciones en mujeres

### Código de vestimenta
La coacción exitosa de las mujeres por parte de los sectores de la sociedad para llevar vestido islámico o Hijab ha sido reportada en Gaza donde Mujama' al-Islami, el predecesor de Hamás, usó una mezcla de consentimiento y coerción para "restaurar el hijab" En Gaza a finales de los años setenta y ochenta. Un comportamiento similar fue mostrado por Hamás durante la primera intifada Hamás hizo campaña por el uso del hijab junto con otras medidas, incluyendo insistir en que las mujeres se quedaran en casa, la segregación de los hombres y la promoción de la poligamia. En el transcurso de esta campaña, las mujeres que optaron por no usar el hijab fueron hostigadas verbal y físicamente, con el resultado de que el hijab se estaba usando "sólo para evitar problemas en las calles".
Después de tomar el control de la Franja de Gaza en junio de 2007, Hamás trató de hacer cumplir la ley islámica en el territorio, imponiendo el hijab a las mujeres en los tribunales, instituciones y escuelas.
Algunos de los esfuerzos de islamización encontraron resistencia. Cuando el juez de la Corte Suprema de Justicia, Cuándo Tribunal Supremo de Justicia palestino Abdel Raouf Al-Halabi ordenó a las abogadas llevar pañuelos y caftans en el tribunal, los abogados contactaron a las estaciones de televisión por satélite, incluyendo Al Arabiya para protestar, provocando que el Ministerio de Justicia de Hamás cancelara la decisión.
En 2007, el grupo islámico Espadas de la Verdad amenazó con decapitar a las mujeres de las cadenas de televisión si no llevaban un vestido islámico estricto.  "Vamos a cortar la garganta, de vena a vena, si es necesario para proteger el espíritu y la moral de esta nación", dijo en su declaración. El grupo también acusó a las mujeres de las radiodifusoras de no tener "ninguna ... vergüenza o moral". Las amenazas personales contra las radiodifusoras femeninas también fueron enviadas a los teléfonos móviles de las mujeres, aunque no estaba claro si estas amenazas eran del mismo grupo. Las presentadoras gazatíes entrevistadas por Associated Press dijeron que estaban asustadas por la declaración de las Espadas de la Verdad.

### Otras restricciones
En 2009, Hamás prohibió a las chicas montar detrás de los hombres en los schooters (motocicletas) y prohibió a las mujeres bailar.
El gobierno liderado por Hamás implementó brevemente, una prohibición a las mujeres para fumar en público,  luego la revocó.  En 2010, Hamás prohibió fumar de la hookah a las mujeres en público, indicando que era para reducir el número cada vez mayor de divorcios.
En marzo de 2010, Hamás trató de imponer una prohibición a las mujeres que reciben tratamiento de salón de peluqueros masculinos, orden emitida por el ministro de Interior Fathi Hammad, las infractoras fueron amenazadas con detención y juicio.  El grupo retrocedió tras una protesta. En febrero de 2011, según el Centro Palestino para los Derechos Humanos, Hamás intentó revivir la prohibición, interrogando a cinco peluqueros masculinos en la ciudad de Gaza y obligándolos a firmar declaraciones para que no trabajarán en los salones de mujeres. Según uno de los peluqueros, la policía llamó a los cinco a una sala donde un detenido no vinculado fue encadenado a una pared en sus muñecas, y le obligó a firmar una promesa para renunciar a su profesión o sería arrestado con una multa de 20.000 shekels. El hombre inicialmente se negó, pero firmó después de que sus captores amenazaron con "llevarlo a las celdas porque lo que hace es contrario a la Sharia [ley islámica]". Durante el reinado de Hamás sobre la franja, varios salones de belleza y salones de belleza han sido objeto de explosiones y otros ataques, que Hamás ha atribuido a los grupos de oposición. Los peluqueros masculinos para mujeres en este territorio conservador son raros.
En 2013, UNRWA ccanceló su maratón anual en Gaza después de que los gobernantes de Hamás prohibieron a las mujeres participar en la carrera.
En 2015, Hamás prohibió las celebraciones de Año Nuevo, afirmando que tales celebraciones "ofendían los valores del territorio y las tradiciones religiosas."

### Detención de Asma al-Ghul
En 2009, Asma al-Ghul, una periodista palestina, declaró que los policías de Hamás intentaron arrestarla bajo el pretexto de que ella llegó a una playa de Gaza vestida sin modestia y fue vista riendo en público. "Me acusaron de reír en voz alta mientras nadaba con mi amigo sin usar un hijab", dijo Ghul a una organización de derechos humanos en la Franja de Gaza. "También querían saber la identidad de las personas que estaban conmigo en la playa y si eran parientes míos". Al-Ghul agregó que los agentes confiscaron su pasaporte, y que había recibido amenazas de muerte de llamadas anónimas después del incidente. Respecto al incidente, los comandantes de seguridad de Hamás dijeron inicialmente que al-Ghul y sus amigos fueron detenidos porque tenían una fiesta mixta en la playa. Más tarde, uno de los comandantes dijo que al-Ghul fue detenida por no usar un hijab mientras nadaba.  Otro comandante dijo que el delito era fumar nargilas  y salir de fiesta en un lugar público.  Islam Shahwan, el portavoz de la policía de Hamás, negó la detención de al-Ghul.

## Poligamia
La poligamia ha crecido bajo el régimen de Hamás, a pesar de que la tasa general de matrimonio ha disminuido.

## Música e Internet
A partir de octubre de 2006, durante el conflicto de Fatah-Hamás,  y hasta mediados de 2007, decenas de cafés y tiendas de música en Gaza fueron atacados por desconocidos que detonaron pequeñas bombas fuera de los negocios por la noche. Ramzi Shaheen, portavoz de la policía de Gaza, dijo a Ha'aretz en 2007, que el método de operación era siempre el mismo, pero que no tenían pruebas firmes de quién estaba detrás de los ataques y que aún no habían hecho arrestos. Ramzi Abu Hilao, dueño de una sala de billar cuyo establecimiento fue detonado, dijo que no había recibido ninguna advertencia previa, sino que "recibí un mensaje escrito después del bombardeo de un grupo llamado "Las Espadas de la Verdad" que comenzó con un verso del Corán y decía que querían corregir el mal comportamiento en la sociedad palestina ". La policía dijo que no se habían hecho creíbles demandas de responsabilidad por los ataques, descartando una declaración que apareció en un sitio de noticias en diciembre de un grupo desconocido con presuntos vínculos con Al-Qaida. Ha'aretz señaló que "no ha habido pruebas concluyentes de que Al-Qaida haya establecido una rama en Gaza."
En 2007, el Comité para la Propagación de la Virtud y la Prevención del Vicio de la Franja de Gaza, que en aquel momento afirmaba ser independiente del gobierno de Hamás, golpeó a un cantante local en Gaza después de dar un concierto en Khan Younis, según el diario Al-Quds Al-Arabi, con sede en Londres.
El grupo islamista Espadas de la Verdad se adjudicó la responsabilidad del bombardeo de cafés Internet, tiendas de música y salas de billar, que consideraban lugares de vicio. Los asaltantes utilizaron para detonar bombas pequeñas fuera de los negocios por la noche, causando daños, pero sin víctimas. El portavoz de Hamás, Ismail Ridwan, negó cualquier conexión con el grupo.
En abril de 2010, Hamás envió a la policía para disolver el primer concierto importante de hip-hop de la Franja de Gaza, que consideró que tenían una conducta inmoral. Dijo que los organizadores no obtuvieron ningún permiso.
En 2013, los líderes religiosos islámicos criticaron el concurso de canto Arab Idol,  describiendo la votación de canciones como inmoral, malvada, pecaminosa y un "crimen contra la causa de nuestro pueblo".

## Prohibición de libros
Existe una prohibición generalizada de libros en la Franja de Gaza. En 2007, la prohibición de un libro de cuentos populares palestinos, " Speak, Bird, Speak Again ", que es una colección de 45 cuentos populares palestinos, debido su contenido supuestamente lascivo, causó protestas. El novelista palestino Zakariya Mohammed advirtió que la decisión de Hamás de prohibir el libro era "sólo el principio" y instó a los intelectuales a tomar medidas. Él dijo: "Si no nos enfrentamos a los islamistas ahora, no dejarán de confiscar libros, canciones y folclore".

## Campamento de verano para niños
En mayo de 2010, un grupo desconocido que se autodenominaba "The Free of the Homeland" emitió una declaración en la que criticaba a la Agencia de Naciones Unidas para los Refugiados de Palestina en Oriente Próximo (UNRWA), por organizar campamentos en la Franja de Gaza. Dos días más tarde, unos 20 hombres armados con rifles de asalto atacaron un campamento de verano de la UNRWA. Los asaltantes arrasaron grandes tiendas de plástico y quemaron las instalaciones de almacenamiento en el sitio, de acuerdo con un testigo presencial. John Ging, director de operaciones de UNRWA en Gaza, calificó el incidente de "un ataque contra la felicidad de los niños". Un portavoz de Hamás condenó el ataque y prometió que las autoridades "rastrearían a los perpetradores".
En un incidente separado en junio de 2010, un grupo de aproximadamente dos docenas de hombres armados y enmascarados atacaron un campamento de verano del UNRWA en Gaza. Los asaltantes ataron a una guardia desarmada, luego intentaron prender fuego a dos tiendas y una cerca perimetral. También utilizaban cuchillos, cortando una piscina de plástico, una corredera y juguetes. John Ging lo llamó un ataque "cobarde y despreciable". Hamás condenó el ataque y dijo que estaba investigando.

## Parque acuático

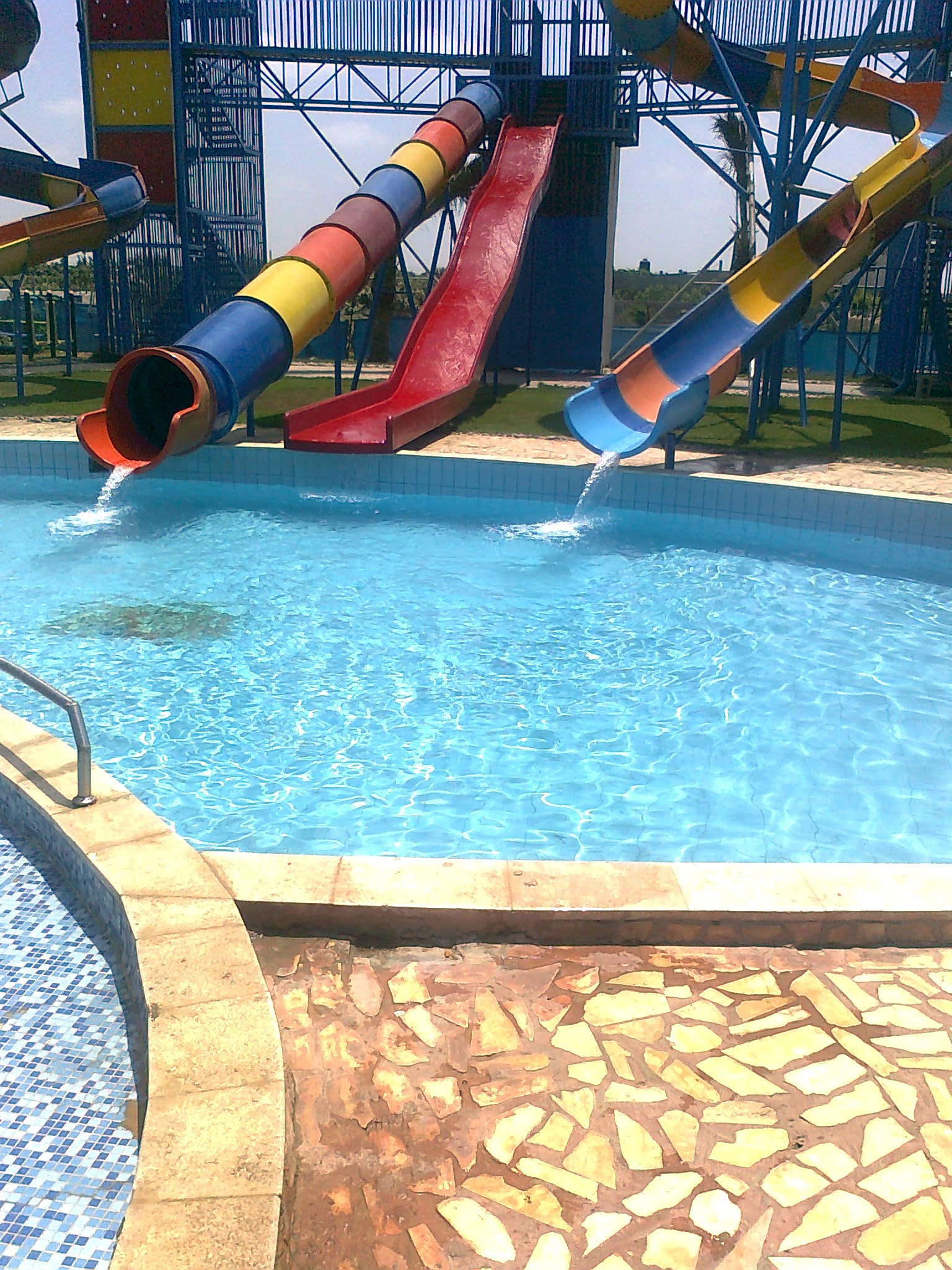
Parque acuático Crazy Water Park, Franja de Gaza

En 2010, activistas de derechos humanos dijeron que Hamás intensificó sus esfuerzos para imponer enseñanzas islámicas estrictas en la Franja de Gaza. El parque Crazy Water Park, uno de los sitios de entretenimiento más populares de la Franja de Gaza, fue cerrado por Hamás por permitir el baño mixto entre hombres y mujeres. Dos semanas más tarde, el sitio fue incendiado por un grupo de pistoleros desconocidos. El gobierno de Hamás emitió una fuerte condena y prometió perseguir a los perpetradores.
Aunque no está claro qué grupo islámico estaba detrás de la acción, los militantes islámicos que se opusieron a la socialización mixta de ambos géneros destruyeron el parque acuático de Gaza.

## Otras prohibiciones
El "Ministerio de Dotación islámica" creado por el gobierno de Hamás ha desplegado a los miembros del Comité de Virtud para advertir a la gente de los peligros de las citas, juegos de cartas y vestimenta indecente. El gobierno también ha impuesto cierres temporales en instalaciones como los cafés del parque Crazy Water Park y el club ecuestre Faisal donde hombres y mujeres se estaban mezclando socialmente.
Se informó que los palestinos jóvenes en Gaza estaban siendo atacados por pistoleros islamistas y fuerzas de seguridad de Hamás por usar gel para el cabello, algunos de ellos fueron golpeados y afeitados contra su voluntad.
En 2008, Hamás instruyó a la principal compañía palestina de telecomunicaciones, Paltel para bloquear el acceso a sitios pornográficos de internet. "La sociedad palestina sufre debido a esos sitios inmorales, por lo que hemos tomado la decisión de proteger la moral, y ésta sigue siendo nuestra política", dijo el ministro de telecomunicaciones de Hamás, Yussef al-Mansi.
A los hombres se les prohíbe nadar en topless.

## Efectos en la población cristiana
En 2007, unos 3.000 habitantes de Gaza eran cristianos, de una población total de 1,5 millones.  En 2011 la población cristiana de la Franja de Gaza era menos de 1.400. Los ataques contra los cristianos y sus propiedades son raros, con la excepción notable de aquellos sobre la librería The Teacher's Bookshop.[cita requerida] Un miembro de la fe católica dijo a The Guardian que fue detenido por un funcionario de Hamás, quien le dijo que se quitara el crucifijo de madera que llevaba puesto.
La islamización de Gaza ha aumentado la presión sobre la minúscula minoría cristiana. Tras la toma de Hamás de Gaza en 2007, Abu Saqer, líder de Jihadia Salafiya,  un grupo rival de Hamás, anunció la apertura de un "ala militar" para hacer cumplir la ley musulmana en Gaza. "Espero que nuestros vecinos cristianos entiendan que la nueva regla de Hamas significa cambios reales y que deben estar listos para el gobierno islámico si quieren vivir en paz en Gaza". El jeque Saqer ha afirmado que "no hay necesidad" para los cristianos en Gaza de mantener las instituciones cristianas y exigió que Hamás "debe trabajar para imponer un gobierno islámico o perderá la autoridad que tiene y la voluntad del pueblo".
En octubre de 2007, Rami Khader Ayyad, dueño de la única librería cristiana de Gaza, fue secuestrado, golpeado y asesinado después de que su librería fue incendiada por un grupo no identificado, atacando blancos asociados con la influencia occidental. Según la familia y los vecinos de Ayyad, había recibido regularmente amenazas de muerte anónimas de personas enojadas por su trabajo misionero. Ismail Haniyeh, líder de Hamás en Gaza, condenó el asesinato de Ayyad y dijo que Hamás "no permitiría que nadie saboteara las relaciones entre musulmanes y cristianos". Funcionarios de Hamás visitaron la comunidad cristiana y su portavoz prometió llevar a los responsables ante la justicia. Ningún grupo reclamó la responsabilidad por el asesinato.
Al funeral de Ayyad asistieron cerca de 300 musulmanes y cristianos. El Centro palestino para Derechos humanos declaró: "Esta fea acción no tiene apoyo de ningún grupo religioso aquí."
En 2012, una protesta pública fue organizada por docenas de cristianos que afirmaban que dos cristianos fueron forzados a convertirse al islam y estaban siendo retenidos en contra de su voluntad. Según dos mediadores, los dos cristianos abrazaron el islam por su propia voluntad. Las conversiones han preocupado a la población cristiana minoritaria, y Huda Al-Amash, la madre de uno de los conversos, Ramez, dijo: "Si las cosas siguen así, no habrá cristianos en Gaza". El arzobispo de Gaza, Alexious, dijo que los conversos deben ser devueltos a sus familias.

## Crítica por parte de palestinos
El investigador palestino Dr. Khaled Al-Hroub ha criticado lo que él llamó los "pasos talibanes" que ha tomado Hamás. "La islamización que se ha impuesto a la Franja de Gaza - la supresión de las libertades sociales, culturales y de prensa a los que no concuerdan con la opinión de Hamas- es un acto atroz que debe ser contrarrestado. Es una apariencia religiosa, de la experiencia de otros regímenes totalitarios y dictaduras ."

## Emirato islámico en Gaza

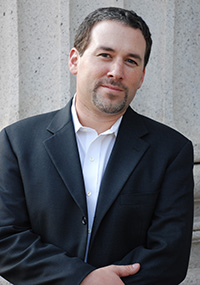
Jonathan Schanzer, analista de inteligencia estadounidense: "La Franja de Gaza ha exhibido las características de la Talibanización, mediante la cual la organización islamista impuso reglas estrictas a las mujeres, desalentó las actividades comúnmente asociadas con la cultura occidental o cristiana, impuso la ley de la sharia, oprimió a las minorías no musulmanas, y desplegó la policía religiosa para hacer cumplir estas leyes"

Según Francesca Giovannini de la Universidad de Berkeley de California, un creciente número de analistas han denunciado abiertamente los "esfuerzos sistemáticos, masivos y explícitos" de la Talibanización dirigida por Hamás en la Franja de Gaza.
El periodista Khaled Abu Toameh escribió en 2009 que Hamás gradualmente está convirtiendo a la Franja de Gaza en una entidad islámica de estilo talibán.

En el mismo año, Martin Peretz , redactor en jefe de The New Republic, escribió que 
El hecho es que Hamas es un estado Talibán, como dijo un diplomático israelí. Esto es casi una epifanía, una verdad clarificadora. Hamas opera contra sus enemigos palestinos como los talibanes contra sus enemigos afganos. Imagine que un escuadrón de Hamas entra en un jardín de infantes en un kibutz. Ni los talibanes ni Hamas luchan por objetivos terrenales. Armados con instrumentos de muerte, cada uno lucha por un plan celestial. Pero en la tierra ... Los talibanes no son análogos a Hamas. Son idénticos, equivalentes. Un alto el fuego con Hamas es una ilusión. ¿Comprometerse con quién?
El director general del Ministerio del Interior palestino, Samir Mashharawi , dijo al diario londinense Al-Hayat: "Hamas pretende establecer un miniestado en la Franja de Gaza inspirado en el [estado] Talibán en Afganistán." Según Jonathan Fighel, un investigador sénior en el Instituto Internacional de Lucha contra el Terrorismo (ICT), el objetivo ideológico y estratégico de Hamás es destruir a Israel con el fin de construir sobre él un estado islámico Talibán de la Sharia.
En 2008, después del amargo conflicto entre Fatah–Hamás, Mahmoud Abbas, Presidente de la Autoridad Nacional palestina, advirtió al pueblo palestino contra Hamás: "Hamas ha traído consigo a Hezbolá e Irán ... Esta es una lucha contra el Emirato de las Tinieblas y el Retraso. Gaza se convertirá en un emirato islámico de estilo Talibán con apoyo iraní y sirio."
El columnista de Al-Ayyam, Abd Al-Nasser Al-Najjar, llamó a Hamás "el nuevo Talibán" y escribió: "¿Cómo manejará el miniestado del nuevo Talibán [es decir, Hamas] los asuntos de la Franja de Gaza bajo un sofocante asedio internacional ? ... ¿Implementarán las leyes del Islam? ... Un estado islámico [gobernado] por el nuevo Talibán se ha convertido en una realidad en Gaza ".